# تپش‌های قلب (فیلم)
«تپش‌های قلب» (فرانسوی: Les Amours imaginaires‎) فیلم درام فرانسوی‌زبان کانادایی محصول سال ۲۰۱۰ به کارگردانی زاویه دولان است. داستان آن دربارهٔ عشق همزمان دو دوست به یک مرد است. تپش‌های قلب نخستین بار در بخش نگاهی نو جشنواره فیلم کن ۲۰۱۰ به نمایش درآمد.

## خلاصهٔ داستان
فرانسیس (دولان) و ماری (شکری) نیکولاس (اشنایدر) را در مهمانی شامی ملاقات می‌کنند. آن‌ها در آغاز وانمود می‌کنند که به نیکولاس علاقه‌ای ندارند. پس از گذشت چند هفته دوستی سه‌نفرهٔ نزدیکی میان آن‌ها شکل می‌گیرد. آن‌ها حتی در یک تخت می‌خوابند. پس از مدتی مجموعه‌ای از احساس‌ها شامل عشق و حسادت فرانسیس و ماری را درگیر می‌کند. در صحنه‌ای از فیلم فرانسیس با بوییدن پیراهن نیکولاس خودارضایی می‌کند. رقابت فرانسیس و ماری برای تصاحب نیکولاس در جشن تولد نیکولاس آشکار می‌گردد.
فرانسیس، ماری و نیکولاس به سفری تفریحی به خارج از شهر می‌روند. صبح روز بعد ماری تنها از خواب برمی‌خیزد و فرانسیس و نیکولاس را در حال خوشگذرانی می‌یابد. ماری تصمیم می‌گیرد که ویلای محل اقامتشان را ترک کند اما فرانسیس او را تعقیب کرده و مانع او می‌شود. فرانسیس و ماری بر روی زمین با یکدیگر درگیر می‌شوند. در این حال نیکولاس آن‌ها را ترک می‌کند. چندی بعد فرانسیس به تنهایی به دیدن نیکولاس می‌رود و احساسش را برای او آشکار می‌کند. نیکولاس در پاسخ می‌گوید که همجنس‌گرا نیست و فرانسیس را از خود می‌راند. فرانسیس و ماری رابطه‌شان را با نیکولاس قطع می‌کنند. در صحنهٔ پایانی فیلم فرانسیس و ماری در یک مهمانی دیده می‌شوند که پسر دیگری را دیده و به سوی او می‌روند.